# 東京女子大学
東京女子大学（とうきょうじょしだいがく、英語: Tokyo Woman's Christian University）は、東京都杉並区善福寺2丁目6-1に本部を置く日本の私立大学。1918年創立、1948年大学設置。大学の略称は東女（とんじょ）。

## 沿革
1910年、スコットランドのエディンバラで開かれたキリスト教世界宣教大会における決議に基づいて、北米のプロテスタント諸教派による援助を受けて開設された。

### 年表

エディンバラ宣教会議

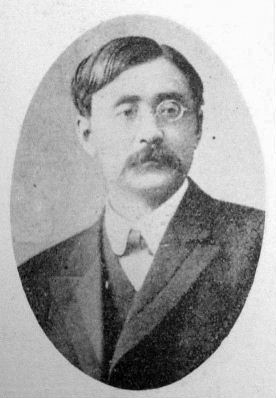
新渡戸稲造

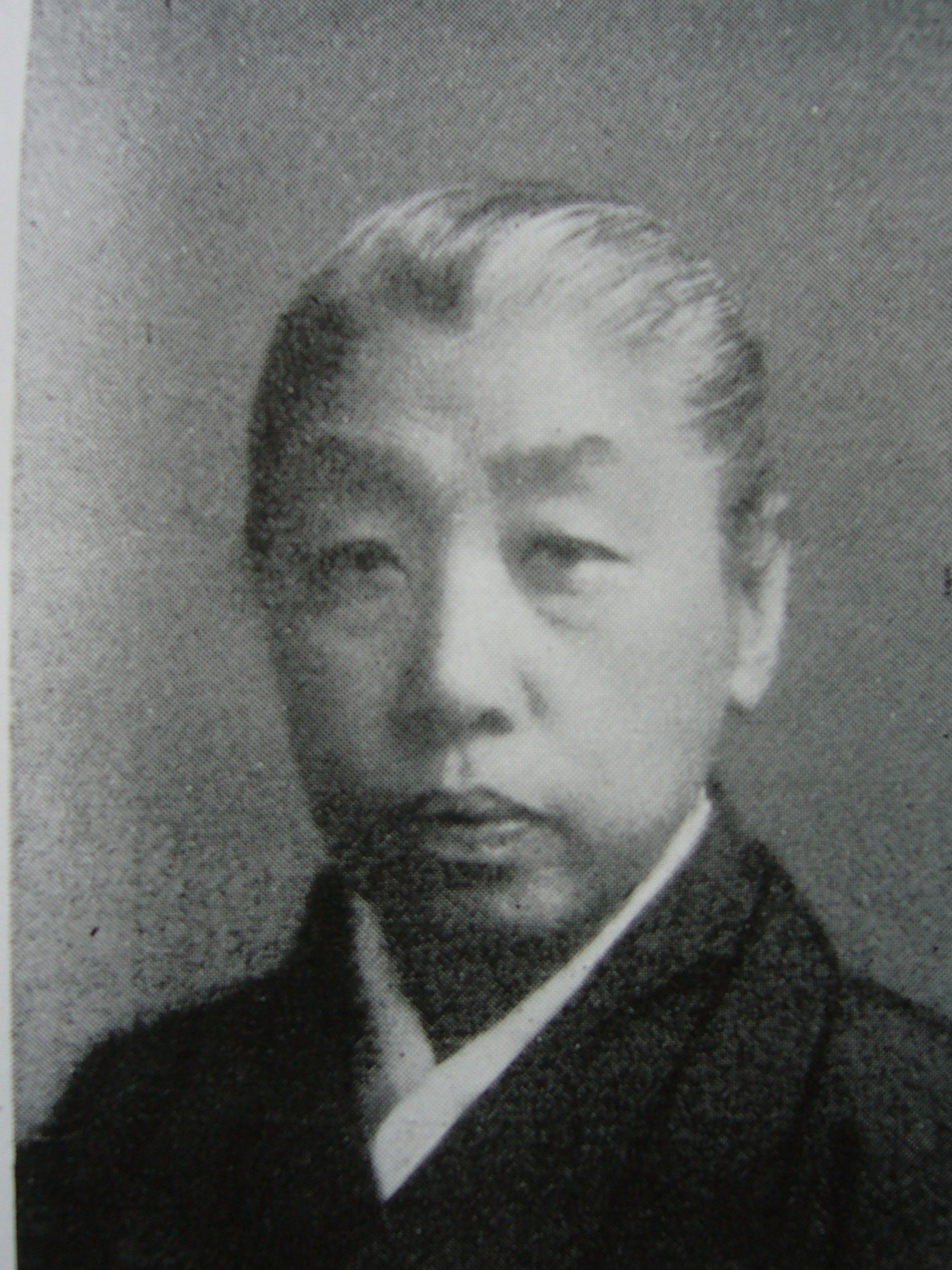
安井てつ

- 1918年 - 専門学校令に基づき、東京府豊多摩郡淀橋町字角筈（現在の新宿）にて開学。初代学長は新渡戸稲造。同年、東洋英和女学校高等科が合併する。
- 1920年 - 女子学院高等科が合併する。
- 1923年 - 安井てつが2代学長に就任
- 1924年 - 豊多摩郡井荻村（現在の杉並区善福寺）へ移転
- 1948年 - 新制東京女子大学発足、文学部（哲学科、国文学科、英文学科）を設置
- 1950年 - 文学部に社会科学科を増設。短期大学部（英語科、国語科、数理科、体育科）を併置
- 1954年 - 文学部に心理学科を増設。短期大学部の数理科を2年制から3年制へ変更。比較文化研究所を設立
- 1961年 - 文学部を改組し文理学部（哲学科、日本文学科、英米文学科、史学科、社会学科、心理学科、数理学科）を設置。短期大学部の国語科、数理科、体育科を募集停止
- 1966年 - 短期大学部を三鷹市牟礼へ移転、教養科を増設
- 1969年 - 学生運動が激化。10月25日以降、数日にわたり授業を停止、構内への立ち入りも禁止される[2]
- 1971年 - 大学院文学研究科（日本文学専攻、英米文学専攻）修士課程設置、大学院理学研究科（数学専攻）修士課程設置
- 1975年 - 大学院文学研究科に哲学専攻を増設
- 1976年 - 大学院文学研究科に史学専攻を増設
- 1988年 - 東京女子大学短期大学部を改組し現代文化学部（コミュニケーション学科、地域文化学科、言語文化学科）を設置
- 1990年 - 女性学研究所を設立
- 1992年 - 短期大学部廃止
- 1993年 - 大学院文学研究科に社会学専攻、心理学専攻を増設。大学院現代文化研究科（現代文化専攻）修士課程設置
- 1997年 - 牟礼キャンパス（短期大学部、現代文化学部が使用していた）閉鎖
- 2005年 - 大学院人間科学研究科（人間文化科学専攻、生涯人間科学専攻）博士後期課程設置。大学院理学研究科を博士課程に課程変更し博士後期課程を設置
- 2009年 - これまでの2学部を統合し、現代教養学部（人文学科、国際社会学科、人間科学科、数理科学科）を設置。心理臨床センター（大学院心理学専攻臨床心理学分野教育機関）設置
- 2012年 - 大学院人間科学研究科博士前期課程（人間文化科学専攻、人間社会科学専攻）設置
- 2014年 - 大学院文学研究科修士課程を廃止
- 2015年 - 現代文化学部廃止
- 2016年 - 文理学部廃止。大学院現代文化研究科修士課程廃止
- 2018年 - 東京女子大学創立100周年。現代教養学部を再編し、国際英語学科、心理・コミュニケーション学科を新設
- 2025年 - 現代教養学部を再編し、人文学科、経済経営学科、心理学科、社会コミュニケーション学科、情報数理科学科の5学科に移行予定

## キャンパス
善福寺キャンパス（東京都杉並区善福寺2丁目）
キャンパスは1920-30年代にかけてアントニン・レーモンド設計の建築群によって構成され、2003年にはDOCOMOMO JAPAN選定 日本におけるモダン・ムーブメントの建築に選定。正面の本館を含む計7棟の建造物は国の登録有形文化財に登録されている（現在も通常使用されている）。
中でも旧東寮である5号館は、日本初の女子個室寮であることと関東大震災前の建造でありながら震災のダメージはほとんど受けなかった。
登録有形文化財
本館
チャペル・講堂
6号館（東校舎）
7号館（西校舎）
14号館（安井記念館）
16号館（外国人教師館）
17号館（ライシャワー館）
善福寺キャンパス整備
レーモンド建築であるが登録有形文化財に含まれていない建物を取り壊し、キャンパス整備を実施中である。2007年8月東寮が、2009年6月旧体育館が解体された。
旧・牟礼キャンパス
三鷹市の牟礼キャンパスには、かつて短期大学、後に現代文化学部があった。大学は当初使用しなくなった牟礼キャンパスの敷地に借地のマンションを建て、固定資産税などの維持費（年間9,000万円ほど）にかかる費用にあてる予定であったが、近隣住民の猛反対にあい、維持を断念。2005年9月に法政大学に売却されて、東京女子大時代の建物はすべて取り壊され、跡地に2007年4月に法政大学の附属中学校・高校が移転した。チャペルの一部は善福寺キャンパスの牟礼記念ホールに使用されている。

## 学部・学科
（2025年度～入学者）
- 現代教養学部
  - 人文学科
    - 哲学専攻
    - 日本文学文化専攻
    - 英語圏文化専攻
    - 歴史文化専攻

  - 国際社会学科
    - 国際関係コース
    - 地域文化コース

  - 経済経営学科
    - 経済学コース
    - 経営学コース
    - 地域デザインコース

  - 心理学科
    - 心理科学コース
    - 発達臨床コース

  - 社会コミュニケーション学科
    - 社会学コース
    - メディア情報コース
    - 共生社会コース

  - 情報数理科学科
    - 情報数理科学専攻

（2018年度～2024年度入学者）
- 現代教養学部
  - 国際英語学科　
    - 2年次後期に留学が必須となっており、本学への学費に加え、120～300万円の費用がかかる。

  - 人文学科
    - 哲学専攻
    - 日本文学専攻
    - 歴史文化専攻

  - 国際社会学科
    - 国際関係専攻
    - 経済学専攻
    - 社会学専攻
    - コミュニティ構想専攻

  - 心理・コミュニケーション学科
    - 心理学専攻
    - コミュニケーション専攻

  - 数理科学科
    - 数学専攻
    - 情報理学専攻

- ※副専攻制度 （キリスト教学副専攻、女性学・ジェンダー副専攻、比較文化副専攻）

（～2017年度入学者）
- 現代教養学部
  - 人文学科
    - 哲学専攻
    - 日本文学専攻
    - 英語文学文化専攻
    - 史学専攻

  - 国際社会学科
    - 国際関係専攻
    - 経済学専攻
    - 社会学専攻

  - 人間科学科
    - 心理学専攻
    - コミュニケーション専攻
    - 言語科学専攻

  - 数理科学科
    - 数学専攻
    - 情報科学専攻

- 副専攻（キリスト教学副専攻、女性学・ジェンダー副専攻、比較文化学副専攻）

## 研究科・専攻
- 人間科学研究科
  - 人間文化科学専攻（博士前期課程）
    - 哲学・思想文化分野
    - 日本文学文化分野
    - 英語文学文化分野
    - 歴史文化分野
    - 現代日本語・日本語教育分野

  - 人間社会科学専攻（博士前期課程）
    - 臨床心理学分野
    - 心理・コミュニケーション科学分野
    - グローバル共生社会分野

  - 人間文化科学専攻（博士後期課程）
  - 生涯人間科学専攻（博士後期課程）
- 理学研究科
  - 数学専攻（博士前期課程・博士後期課程）

## 他大学との協定
- 武蔵野地域5大学単位互換制度
  - 亜細亜大学、武蔵野大学、日本獣医生命科学大学、成蹊大学と単位互換協定を結んでおり、各大学で提供されている科目を卒業単位として履修できる。
  - 東京外国語大学と教育・研究交流に関する協定を結んでおり、3年次以上の学部生を対象に単位互換制度を実施している．
  - 神戸女学院大学との協定により、2年次の１年間または1学期間、相互に特別聴講生として学ぶことができる．